# J. J. Williams
John James „JJ“ Williams (* 1. April 1948 in Nantyffyllon, Vale of Glamorgan; † 29. Oktober 2020) war ein walisischer Rugby-Union-Spieler, der auf der Position des Außendreiviertels eingesetzt wurde. Er war für die walisische Nationalmannschaft und die British and Irish Lions aktiv.
Williams nahm 1970 an den Commonwealth Games im Sprint teil. Er entschied sich daraufhin jedoch, als Rugbyspieler aktiv zu sein. Zunächst spielte er für den Bridgend RFC, wechselte dann zu Llanelli. 1973 kam er zu seinem Nationalmannschaftsdebüt gegen Frankreich. Ein Jahr später war er erstmals Teil der Lions, als die Tour die Auswahl nach Südafrika brachte. Im Vorfeld der Testserie gegen die Springboks legte er sechs Versuche gegen die Southern Districts und stellte damit den Rekord für erzielte Versuche in einem Spiel ein. In den drei Tests gehörte er ebenfalls zu den erfolgreichsten Spielern mit vier gelegten Versuchen. Die Lions gewannen drei der vier Spiele, Südafrika konnte ein Unentschieden erreichen.
Williams dominierte in den 1970er Jahren mit der walisischen Nationalmannschaft das Weltrugby. 1975, 1976, 1978 und 1979 gewann Wales die Five Nations, darunter zwei Grand Slams. 1977 wurde er wieder für die Lions eingesetzt und spielte in drei Testspielen. Er verletzte sich im dritten Test und konnte am abschließenden Spiel nicht teilnehmen. 1979 beendete er seine Karriere. Er arbeitete anschließend als Kommentator und Experte.